# اسپردار
اسپردار (نام علمی:  Hoplophorus euphractus) نام یک سرده از تیره شیاردندانان است.